# Pitman (New Jersey)
Pour les articles homonymes, voir Pitman.
Pitman est une ville du comté de Gloucester, au New Jersey, aux États-Unis. Au recensement de 2010, sa population était de 9 011 habitants.